# Slang internetowy

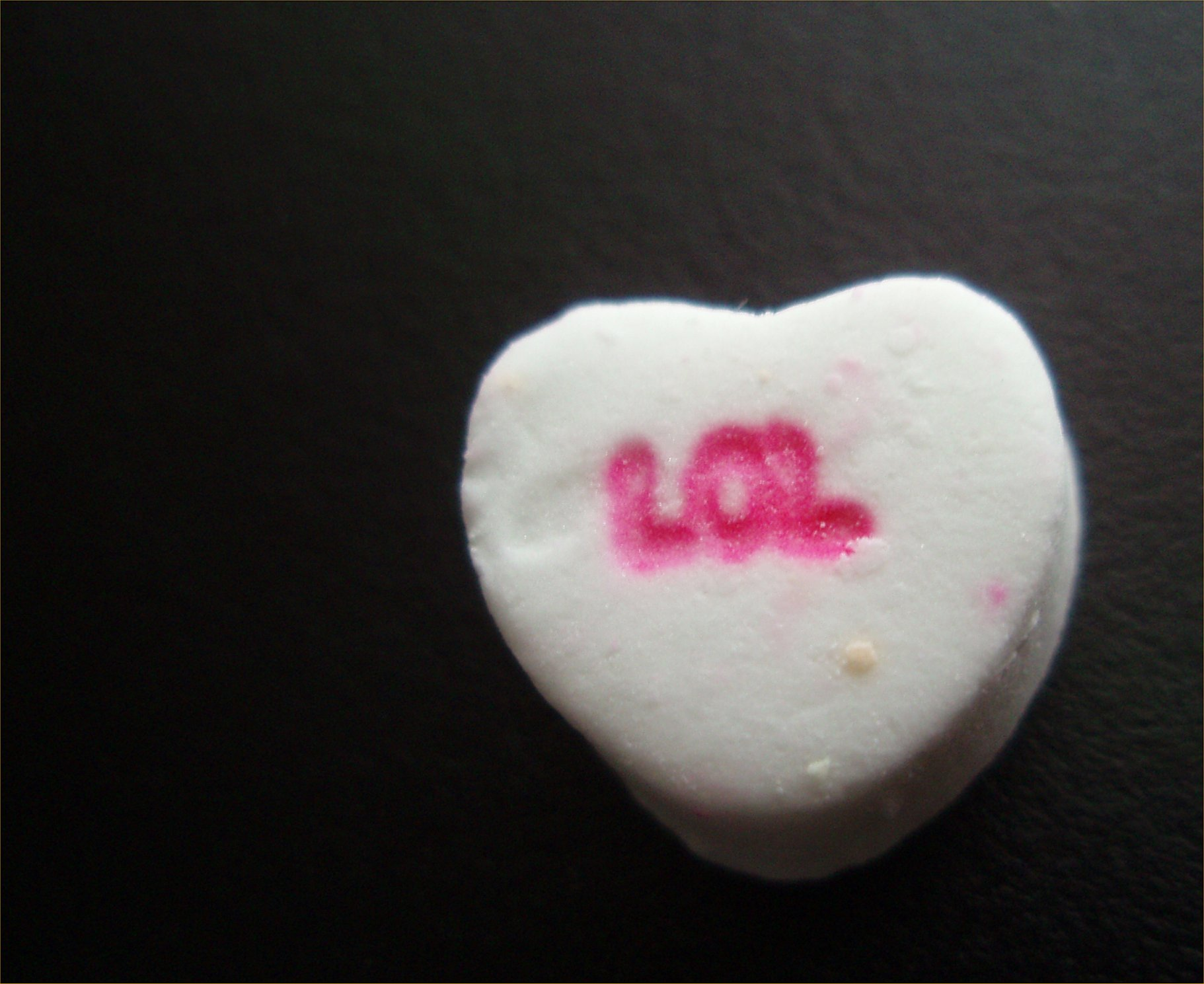
LOL na cukierku

Slang internetowy – slang tworzony i wykorzystywany przez użytkowników Internetu. Ułatwia i przyspiesza komunikację poprzez zmniejszanie liczby pisanych znaków.
W slangu internetowym stosuje się akronimy wyrażeń, przede wszystkim pochodzące z języka angielskiego (np. ASAP – as soon as possible – tak szybko jak możliwe; LOL – laughing out loud – śmieję się na głos; IMHO – in my humble opinion – moim skromnym zdaniem), emotikony, pisownię fonetyczną (np. CU/CYA – ang. see you – do zobaczenia), pseudoznaczniki języka HTML bądź BBCode (np. <ironia>...</ironia>), składnię języków programowania (głównie języka C) oraz hack-mowę (ang. leetspeak).
Slang internetowy stosowany jest w komunikacji internetowej: na czatach internetowych, forach dyskusyjnych, IRC-u, w poczcie elektronicznej i komunikatorach internetowych. Nowi, niedoświadczeni użytkownicy często mają problemy ze zrozumieniem wyrażeń slangowych, bo – podobnie jak inne żargony – może stwarzać wrażenie wtajemniczenia. Slangowi internetowemu poświęcono również podręczniki.

## Przykłady
- AFK (away from keyboard) – dosłownie oznacza osobę znajdującą się daleko od klawiatury, w slangu internetowym oznacza „zaraz wracam"
- BRB (be right back) – oznacza „zaraz wracam”.
- BTW (by the way) – oznacza „swoją drogą”, „przy okazji”; używane podczas zbaczania z tematu dyskusji.
- EOT (end of topic, „koniec tematu”, lub end of thread, „koniec wątku”) – nieuprzejme zakończenie rozmowy
- GG (good game) – dobra gra
- IDK (I don't know) – nie wiem
- IMHO (in my humble opinion lub in my honest opinion) – oznacza „moim skromnym zdaniem”. Ma takie samo znaczenie jak IMO.
- IMO (in my opinion) – oznacza „moim zdaniem”, „według mnie”.
- LOL (laughing out loud lub laugh out loud[5], „śmieję się na głos”, albo lots of laugh, „mnóstwo śmiechu”) – oznacza rozbawienie.
- NSFW (not safe for work, „nienadający się do pracy”) - często do oznaczenia treści nie zalecanych do oglądania w przestrzeni publicznej.
- NVM (nevermind) - nieważne.
- OMG (oh, my God) – oznacza dosłownie „o mój Boże”.
- ROTFL (rolling on the floor laughing) – oznacza „tarzać się po podłodze ze śmiechu”.
- THX, THNX (thank you, thanks) – oznacza „dzięki”.
- TL;DR, tl;dr (too long, didn't read) – dosłownie: „za długie, nie (prze)czytałem”.
- YOLO (you only live once) – oznacza „żyje się tylko raz”.

## Polski żargon internetowy

### Wczesny internet i okres sprzed 2015r.
Polski internet był jeszcze raczkujący. Wśród polskich internautów, do komunikacji służyły fora, czaty IRC, portale takie jak Nasza Klasa i Gadu-Gadu - komunikacja była skupiona w niewielu miejscach. Kontakt był często tekstowy, bez emoji, bez obrazu i bez treści wideo. Pojawiały się pierwsze memy (strony takie jak.: Demotywatory, Joe Monster), ale komunikacja była raczej techniczna lub „nerdowa”. Ze względu na wolny internet (modemy, Neostrada) – liczył się tekst i zwięzłość. Wiele skrótowców internetowych pochodziło z angielskiego slangu z gier i forów (lol, gg, thx)
- lol – śmiech, klasyk
- xD – ironiczny śmiech, bardzo popularne
- gg – skrót od Gadu-Gadu
- n/c – no comment
- ROTFL / ROFL – rolling on the floor laughing
- 4FUN – dla zabawy
- plz / pls – please
- THX / tx / dzięki – podziękowanie
- kox – ktoś „mocny”, np. w grze
- żal.pl – ironiczny komentarz, bardzo popularny mem
- lol content – śmieszne obrazki z kwejka, demotywatorów
- masakracja / masakra – bardzo coś
- 5/5 i do ulu - ocena filmu na portalu YouTube
- nwm – nie wiem
- crb – co robisz?
- cbś – co byś zrobił/zrobiła?
- nt – nie teraz albo nie tym razem
- nmzc – nie ma za co
- zw – zaraz wracam
- okm – okej, mordo
- idk – nie wiem (ang. I don’t know, ale używane też przez młodych Polaków)
- spk – spoko
- jg – jak tam?
- jj – już jestem
- btw – a tak w ogóle
- xD – wiadomo, śmiech, ale też ironia
- wgl – w ogóle
- bd – będę
- bc – bo co? (często zaczepne)
- tb – twoja brocha (czyli: „mnie to nie obchodzi”)
- pwned – pokonany, upokorzony (z gier, głównie FPS)
- wszelkiego rodzaju emotikony:
  - :3
  - xD

### Okolice drugiej połowy drugiej dekady XXI wieku (~2013-2019)
Masowy dostęp do smartfonów i internetu, wzrost popularności YouTube i Facebooka i większych form obrazkowo-tekstowych, rozwój kultury memów i ironii jako formy wyrazu, oraz początek polskiego streamingu – rozkwit stron Twitch w Polsce, szczyt gameplay'ów i letsplay'ów, sprawia, że Internet staje się mainstreamowy, powszechny, a slang – bardziej humorystyczny i przystępny.
- cringe – żenada
- beka – coś śmiesznego
- fejm – popularność
- szanuję to, +1, oj tak tak byczku (zapis stylizowany: oj tak tak byczq) – akceptacja, aprobat
- janusz / grażyna / sebix / karyna / brajan / p0lka – postacie wykreowane w celu określenia poszczególnych warstw polskiego społeczeństwa
- przypał – coś wstydliwego
- bekowy / śmieszkowy – humorystyczny
- XD – wciąż bardzo silne, czasem już ironicznie
- masno – super, bardzo dobre
- normik – ktoś „normalny”, nie internetowy
- copypasta – wklejane teksty memiczne
- wiedziałem, że tak będzie – ironiczna reakcja

### Trzecia dekada XXI wieku (2020-obecnie)
Internet stanowi podstawy życia większości Polaków. Szybkość komunikacji, mikro-wideo, emoji, skróty dominują sieć. Język jest bardzo skrócony, oparty na emocjach, ironii i memach. Dominują reakcje, uczuciowość (vibe), „randomowość” (brak logiki) i symbolika zamiast pełnych zdań, to tylko nie wiele cech mowy młodych Polaków. Pandemia COVID-19, wpłynęła na popularyzację takich platform jak: TikTok zdominował formę komunikacji (krótkie, dynamiczne treści), czy Discord jako dom dla młodzieży i graczy – prywatny, szybki, bez filtrów. Obecnie ogromny wpływ ma globalizacja. Przeniknięcie anglojęzycznego internetu w polskim internecie, sprawiło, że slang globalny przeniknął do polszczyzny.
- nwm – nie wiem
- crb – co robisz
- nt / bd / spk / zw / nmzc – skróty z czatu
- fr / no cap / sus / ratio – z ang. slangu, spolszczone
- 💀 / 🫠 / 😭😭😭 – emotki jako reakcje danych sytuacji
- sigma / rizz / npc – memiczne persony
- lowkey / highkey – częściej używane na TikToku
- mainować / tryhard / ez / skill issue – z gier
- mid – przeciętne, średnie
- mordo / typie / ziom – wciąż obecne, ale trochę żartobliwie
- co jest grane typie – popularna fraza
- ✨random✨ – ironia, styl TikToka

- gg ez – przechwałka po łatwej wygranej